# Amtsgericht Sulz u. W.
Das Amtsgericht Sulz u. W. (auch Amtsgericht Sulz u. Wald oder Amtsgericht Sulz unterm Wald) war ein deutsches Amtsgericht mit Sitz in Sulz unterm Wald.

## Geschichte
Sulz u. W. war Sitz eines französischen Friedensgerichtes. Nach der Abtretung Elsass-Lothringens im Frieden von Frankfurt an das Deutsche Reich 1871 wurde die Gerichtsstruktur mit dem Gesetz, betreffend Abänderung der Gerichtsverfassung vom 14. Juli 1871 und der Ausführungsbestimmung hierzu vom gleichen Tag neu geregelt. Dabei wurden die Friedensgerichte beibehalten. Durch Verordnung des Reichskanzlers vom 7. August 1871 wurde das Friedensgericht Sulz u. W. aufgehoben und sein Sprengel dem Friedensgericht Weißenburg zugeordnet. Im Rahmen der Reichsjustizgesetze wurden 1879 die Friedensgerichte im Reichsland Elsass-Lothringen aufgehoben und Amtsgerichte gebildet. Das neu gebildete Amtsgericht Sulz u. W. war dem Landgericht Straßburg nachgeordnet. Am Gericht bestand 1880 eine Richterstelle. Das Amtsgericht war damit ein kleines Amtsgericht im Landgerichtsbezirk. Der Gerichtsbezirk umfasste 1895 den Kanton Sulz u. W. mit 144 Quadratkilometern, 14.232 Einwohnern und 25 Gemeinden.
Nach der Reannexion Elsass-Lothringens durch Frankreich nach dem Ersten Weltkrieg wurde das Amtsgericht Sulz u. W. als „Tribunal cantonal Soultz-sous-Forêts“ weitergeführt. Im Zweiten Weltkrieg wurde 1940 von der deutschen Besatzungsmacht die vorgefundene Gerichtsstruktur unter Verwendung deutscher Ortsnamen und Behördenbezeichnungen, hier also wieder als Amtsgericht Sulz u. W., fortgeführt.